# 凍結含浸法
凍結含浸法（とうけつがんしんほう）は、有益な物質（酵素、栄養成分、調味料など）を食品素材内部に急速導入する技術である。高齢者・介護用食品、機能性食品、医療用食品などの製造に利用される。減圧または加圧による急速酵素含浸法として、広島県が単独または企業との共同特許として、多数の特許を保有しており、大手食品会社を含む全国の企業にライセンス供与されている。主に商品化されている分野は、「やわらか食」または「咀嚼・嚥下困難者用食品」である。形状保持型のバリアフリー介護食として、酵素を利用した唯一の製造方法である。凍結含浸法に関連する学術論文、総説等は、学術雑誌に多数掲載されており、学術的にも高く評価されている。	
関連商品は、進化系介護食あるいは回復支援食など様々な名称で、テレビ、新聞など多数のメディアに度々取り上げられている。

## メリット
- 見た目が通常の食品と変わらない高齢者・介護用食品
- 硬さを調節できる
- ビタミン、ミネラル、カロリー等を強化した食品
- 機能性成分を付加・増強できる
- 食べている様子をそのまま造影検査可能な嚥下造影検査食
- 省エネルギー型食品製造
- 新しい食感の食品製造

## 歴史
2002年(平成１４年）に広島県立総合技術研究所食品工業技術センターの坂本宏司（現広島国際大学医療栄養学部教授)らによって発明され特許化されている。1998年頃に始めた研究で、ペクチナーゼを用いて単細胞食品を作製する過程で、栄養成分が浸透圧の影響で失われるという問題が生じた。これを解決する手段としてペクチナーゼを食材内部に急速導入する方法が考案され、その後、農林水産省や文部科学省の競争的資金を獲得し、県立広島病院や広島大学大学院医歯薬総合研究科、三島食品など多くの企業と共同研究を行い、実用化研究に進展した。最初の論文は2004年の日本食品科学工学会誌に掲載されている。このペクチナーゼの急速導入法は食材の硬さの調節もできたため、高齢者・介護用食品の製造に応用され、その後凍結酵素急速含浸法（凍結含浸法）と名づけられた。凍結含浸法で調理された食事は、見た目には普通の食事と変わらないため、介護食のバリアフリー化を実現する技術として注目されている。現在、野菜類、きのこ類、豆類、食肉、魚介類など多くの食材の軟化技術が開発されている。新しい高齢者食・介護食の他、食品分野における新しい加工技術として注目を集めている。今後、このような形状保持軟化介護食の新規市場の形成・拡大が急速に進むものと期待されている。

## 基本原理
凍結・解凍操作と減圧操作の2工程を基本工程として食材内部に酵素や調味料などを急速導入する手法である。凍結・解凍操作は、食材内部に氷結晶を生成させることで食材は膨張し緩みを生じさせる効果を生む。減圧操作工程は、食材内部の空気を膨張させ、常圧復帰の際に酵素液と空気が置換され、酵素は食材内部に導入される。凍結・解凍操作による組織の緩みが減圧工程での酵素導入速度を速めている。加圧よりも減圧操作の方が効果的で製造コストも低い。酵素を食材内部に急速導入することで，食材表面と中心部の酵素反応の時間差を無くすことができる。

## 操作
凍結含浸操作の基本手順は、生または加熱した食材を－7℃～－20℃程度の温度（家庭用冷凍庫レベル）で凍結した後、酵素製剤を溶解させた調味液に浸漬し、解凍する。調味液に浸漬した状態のまま真空ポンプで減圧にし、常圧復帰後調味液から取り出して、酵素反応を進行させる。目的の硬さに達したら蒸煮処理等で酵素を失活させる。酵素剤の配合や各手順、温度管理は、食材に応じて変える必要がある。減圧操作は、真空包装機でも代用可能なことから、真空調理システムでそのまま利用できる。ほぼすべての食材に適用可能である。現在、給食、弁当、在宅給食、冷凍食品に利用されている他、真空包装機を用いて、病院、老人福祉施設で直接調理可能な凍結含浸専用調味料ベジとろんが販売されている。
凍結含浸法の原理は単純ではあるが、食材または調理ごとに微妙な調整が必須で、多くのノウハウの習得、独自調理技術の開発が必要である。そのため、「一般社団法人凍結含浸やわらか食を普及する会」を中心に、調理セミナーを開催している。

## 特徴
見た目は普通の食事と変わらないため、食欲増進効果が高い他、調理の目的の一つである調味と軟化の工程は、酵素と真空工程で代用されるため、ビタミンやミネラルなどの栄養成分が分解しにくく、煮炊きによる溶出も生じにくい。さらに、加熱による色や香りの変化も少ない。また、食材に含まれるタンパク質やデンプンなどの高分子化合物が分解酵素により低分子化されているため、消化吸収性が高まるという報告もある。
嚥下造影や消化器官の造影検査など医療分野にも利用できる他、簡易な食品含浸法として、新しい食品加工技術にも応用展開できる技術である。病院や介護施設での試験では、患者や入所者のＱＯＬ向上に高い効果が認められている。

## 特許の使用
- 凍結含浸法を使用するには、広島県と直接特許許諾契約をする必要がある。
- 病院、介護施設、レストランおよび給食事業者などは、凍結含浸専用調味料「ベジとろん」「ミーとろん」を使用することで特許許諾契約を免除される。（調味料の購入代金には特許料が含まれている。）

## 食品製造・調理
- 市販のやわらか介護食は手軽で、品質も優れている。凍結含浸専用調味料「ベジとろん」「ミーとろん」を使用して、地域特性を生かした料理や各レストラン、料亭の特徴を生かした独自調理することもできる。
- 食材：生の食材はカット後、加熱（煮沸、スチコンなど）して冷凍する。水煮カット野菜は冷凍する。冷凍野菜はそのまま使用可能であるが、軟化しにくい食材は再冷凍する。肉、魚介類は生でも加熱してもＯＫ｡ハンバーグ、肉団子、沢庵など調理済み食品はそのまま冷凍する。
- 酵素液：冷凍食材を解凍後、または解凍しながら酵素液に浸漬して減圧する。酵素液はベジとろん(野菜用）、ミーとろん（肉、魚介類、キノコ用）を１％～１０％の範囲で使用する。
- 減圧処理：真空包装機が最も手軽な方法で、フィルム内で行えるため、衛生的で酵素液も節約できる。ホテルパンを使用することも可能で、大量生産には多段式真空処理機が使用される。真空状態を５分程度保持することで確実に酵素含浸できる。
- 酵素反応：衛生面から低温（５℃以下）で、３時間～２４時間、食材の特性に合わせて行う。軟化度は、酵素濃度、反応温度、反応時間のいずれかで調節できる。適宜希望する軟化度に到達したら、加熱（８５℃以上）して酵素を失活する。酵素失活後は、酵素の働きは失われるので軟化も止まる。
- 衛生・安全性：酵素はタンパク質であり安全である。ヒト体内では消化液でアミノ酸に消化される。酵素失活工程で殺菌も同時に行われるため衛生的である。
- 注意点１：食材の加熱工程はブランチングと呼ばれ重要である。軟化が進まない場合は、事前加熱をしっかり行うこと。
- 注意点２：過剰な酵素反応は品質低下につながる。野菜を酵素処理するとガラクツロン酸が生成するため酸味が強くなる。魚介、肉の過剰な酵素処理は苦みペプチド、苦みアミノ酸が生成する。
- 注意点３：調味は軟化後に調味付けトロミ剤をかけるのが一番簡単である。また「とろん」に味付けしても良い。例えば、エビちりは冷凍バナメイを解凍後、再加熱、再冷凍し、ミーとろんで軟化後、エビちりのタレをかけて製造する。

## 将来展開
凍結含浸法は、介護食で実用化されているだけで、その特徴である食材内物質急速導入や食材内での酵素による新規生成物の生産といった分野はまだ研究が進んでいないこともあり、商品化されていない。新しい機能性食品や栄養強化食品の開発など、応用分野は広く、今後の研究開発と商品化が待たれる。

## 受賞歴
- 日本食品科学工学会、論文賞（平成１７年）、技術賞（平成２０年）
- 安藤百福賞　優秀賞（平成２０年）
- 発明表彰　中国経済産業局長賞（平成２５年）
- 文部科学大臣表彰　科学技術賞（平成２６年）